# Oktaplatte

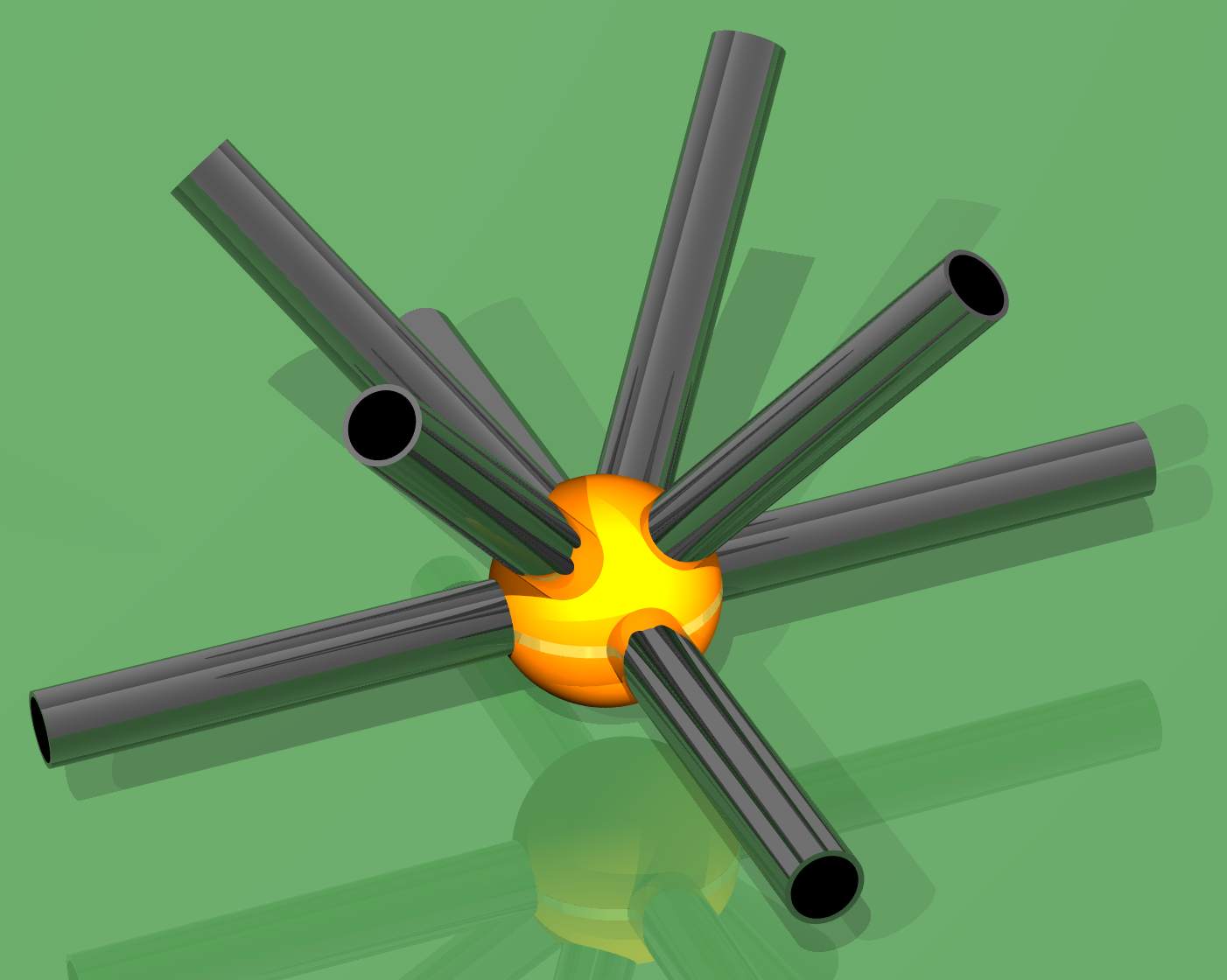
Ausschnitt eines Oktaederelements

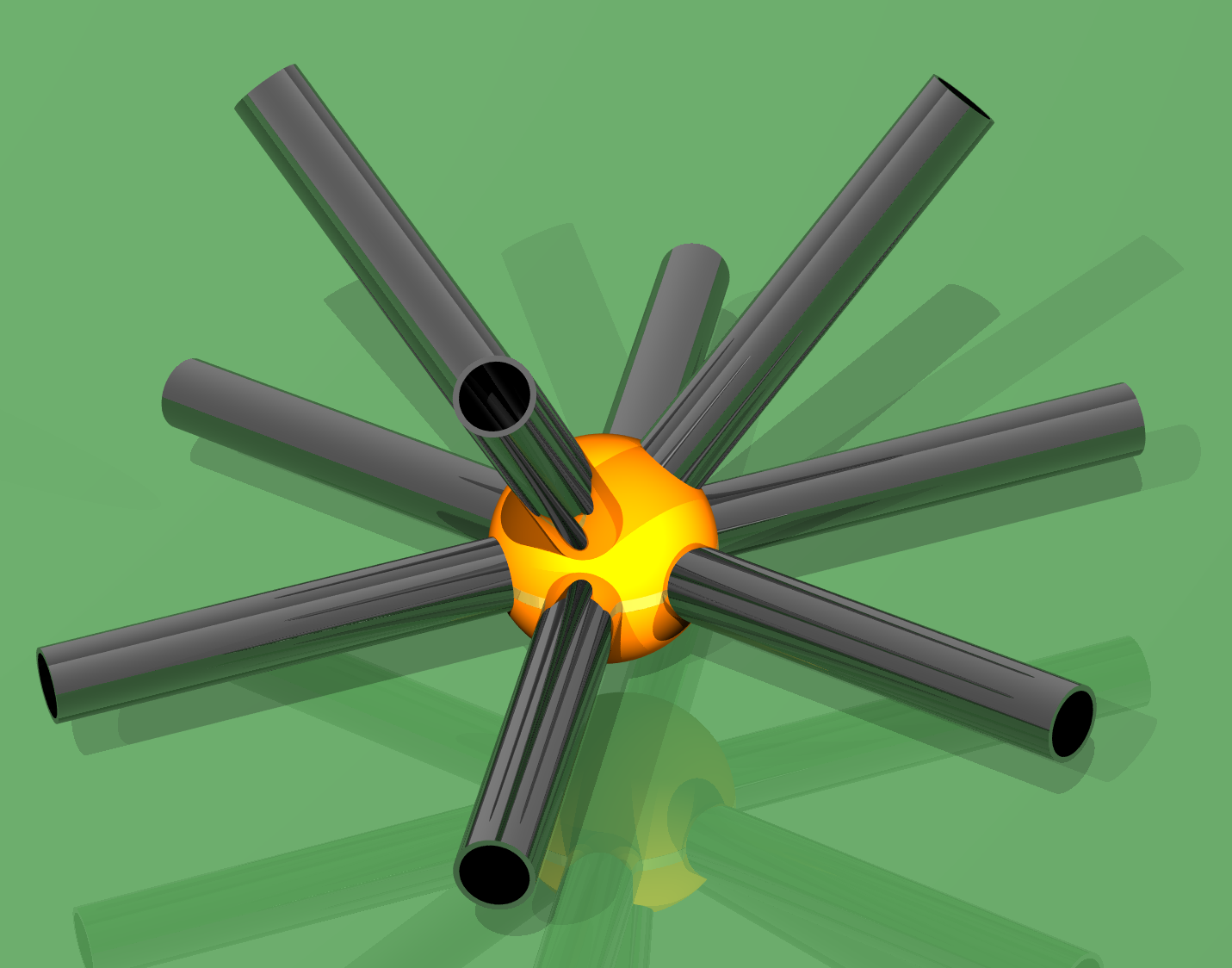
Mögliche Variante

Die Oktaplatte ist ein Bauelement im Stahlbau. Sie dient als Verbindungselement in einem räumlichen Stabwerk. Das 1959 von Josef Fröhlich bei der Mannesmann entwickelte Bauelement ist eine aus S355-Stahl gefertigte Hohlkugel, an der acht Rohre angeschweißt werden, die gewöhnlich in drei Ebenen liegen, die jeweils im 60° Winkel zueinander stehen.
Das Verbindungselement wird auch für sichtbare Tragwerke eingesetzt, wie beispielsweise in der Kirche Zum Heiligen Kreuz in Düsseldorf-Rath.
Ein Vorteil der Oktaplatte war, dass rechtwinklig abgelängte Rohre ohne weitere vorbereitende Fertigungsschritte direkt an der Kugel angeschweißt werden können. Heute ist der Arbeitsaufwand für die
stoffschlüssige Verbindungstechnik von Nachteil. Das veranlasste Mannesmann zur Entwicklung einer formschlüssigen Variante, der Okta-S-Platte, mit Bolzen als Verbindungselement.
Auch die Firma Mero entwickelte das Konstruktionsprinzip weiter.
Heute wird von verschiedenen Firmen eine große Anzahl sehr unterschiedlicher vorgefertigter Stabwerkknoten angeboten.

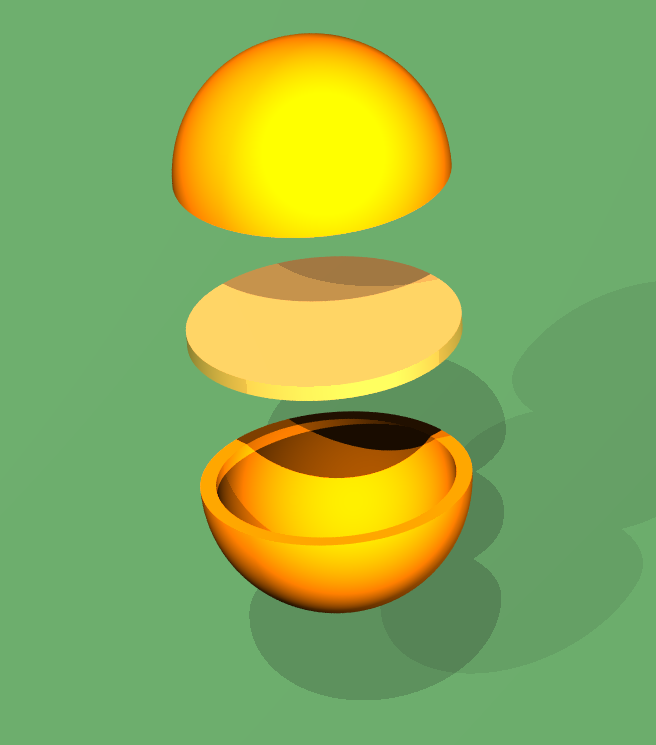
Einzelteile
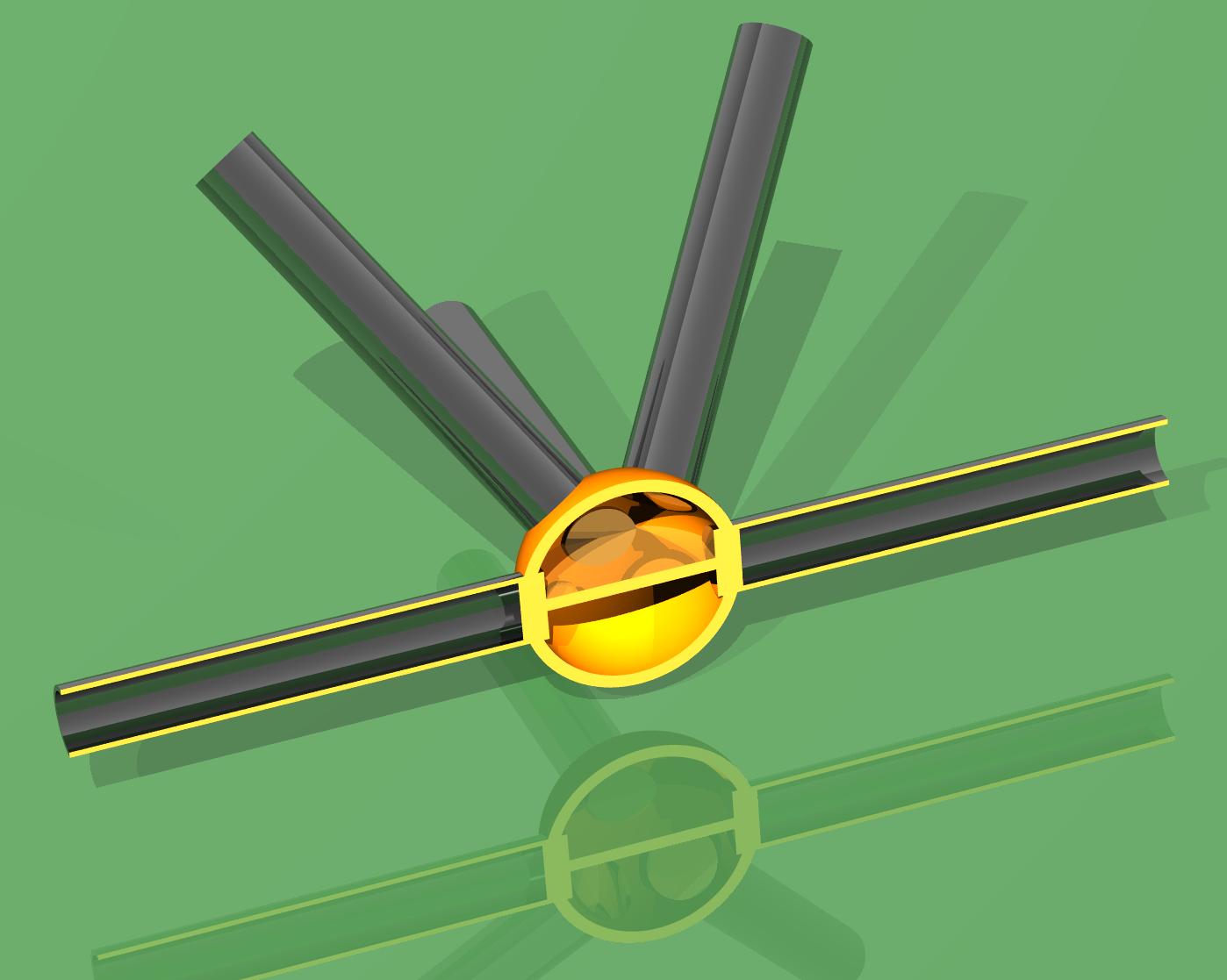
Schnitt durch das Zentrum